# Pazi što jedeš
Pazi što jedeš manifestacija je Etnografskog muzeja Istre.

## O manifestaciji
Priredba Pazi što jedeš održala se prvi put 2011. godine.
Etnografski muzej Istre nakon prvi put 2011. godine organizirane manifestacije „Pazi što jedeš - Tradicijskom hranom protiv suvremenih bolesti“ o tradicijskoj prehrani i njezinom pozitivnom utjecaju na brojne suvremene bolesti, te nakon što je pokazao uspješnu suradnju s Hrvatskim savezom dijabetičkih udruga, Dijabetičkim udrugama Istarske županije i Udrugama ekoloških proizvođača – Istarski eko proizvod, krenuo u drugu manifestacije ove vrste s obzirom na sve veće zanimanje publike.

### 2012.
Manifestacija se 2012. godine održava u Pazinu, 24. studenog.
Priredba „Pazi što jedeš“ ima regionalni i nacionalni karakter zbog sudjelovanja sudionika iz Istarske, ali i ostalih županija Hrvatske. 
Sastoji se od predstavljanja kataloga izložbe istarskih muzeja „Ki sit ki lačan“, predstavljanja projekta „Muzej u loncu“ Gradskog muzeja Požega, stručnih predavanja na temu ekološkog uzgoja biljaka. 
Radionice tradicijske prehrane održat će se kako bi se posjetitelji naučili ili prisjetili tradicijskih načina pripremanja tjestenine. 
Uz sajam se, u predvorju Spomen doma, organizira razmjena sjemena i sajam ekoloških proizvoda gdje posjetitelji mogu degustirati i kupiti ekološke proizvode iz Istarske, Primorsko-goranske, Krapinsko-zagorske, Međimurske i Varaždinske županije. 

### Ciljevi priredbe
Osnovni ciljevi manifestacije Pazi što jedeš su sljedeći: 
a) poučiti širu javnost o tradicijskim jelima Istre
b) potaknuti dolazak domaćih i stranih turista zainteresiranih za specijalni oblik turizma – gastronomski i eko turizam
c) poboljšati kulturno turističku ponudu Pazina i središnje Istre u postsezoni
Manifestacija „Pazi što jedeš“ namijenjena je široj javnosti koja želi, na jednom mjestu, dobiti sve informacije o zdravoj i tradicijskoj prehrani, ali također i stručnoj javnosti u želji razvijanja interdisciplinarne suradnje na temu prehrane.
Potiče se i studente za sudjelovanje na manifestaciji nudeći im mogućnost volontiranja i stjecanja iskustava.